# Pipile
Pipile é um gênero de aves da família Cracidae.

## Espécies
As seguintes espécies são reconhecidas:
- Pipile pipile (Jacquin, 1784)
- Pipile cumanensis (Jacquin, 1784)
- Pipile grayi (Pelzeln, 1870)
- Pipile cujubi (Pelzeln, 1858)
- Pipile jacutinga (Spix, 1825)